# Muscle buccinateur
Le muscle buccinateur est un muscle facial cutané profond de la joue.

## Description
Le muscle buccinateur est un muscle large et plat de forme rectangulaire.
C'est le muscle le plus épais des muscles faciaux.

## Origine
Le muscle buccinateur nait du bord antérieur du raphé ptérygo-mandibulaire et du bord alvéolaire de la mandibule et de l'os maxillaire.

## Trajet
Les fibres musculaires convergent en avant vers la commissure des lèvres.

## Insertion
Le muscle buccinateur se termine en s'entrecroisant tel que les fibres inférieures se terminent dans la lèvre supérieure et les fibres supérieures se terminent dans la lèvre inférieure.

## Innervation
Le muscle buccinateur est innervé par un rameau de la branche temporo-faciale du nerf facial.
Il est traversé par le nerf buccal, branche du nerf mandibulaire (V3), qui le traverse sans l'innerver.

## Fonction
Le muscle buccinateur attire la commissure des lèvres en arrière et en dehors. Il intervient dans le sifflement et la mastication.